# فران جيفريز
فران جيفريز (بالإنجليزية: Fran Jeffries)‏ هي مغنية وممثلة أمريكية، ولدت في 18 مايو 1937 في سان خوسيه في الولايات المتحدة، وتوفيت في 15 ديسمبر 2016 في لوس أنجلوس في الولايات المتحدة بسبب سرطان.

## وصلات خارجية
- فران جيفريز على موقع IMDb (الإنجليزية)
- فران جيفريز على موقع ميوزك برينز (الإنجليزية)
- فران جيفريز على موقع ديسكوغز (الإنجليزية)
- فران جيفريز على موقع قاعدة بيانات الفيلم (الإنجليزية)